# Due piccoli indiani
Due piccoli indiani (Two Little Indians) è un film del 1953 diretto da William Hanna e Joseph Barbera. Il film è il settantottesimo cortometraggio della serie Tom & Jerry, distribuito il 17 ottobre del 1953 dalla Metro-Goldwyn-Mayer.

## Trama
Due giovani topolini orfani vestiti da nativi americani bussano alla porta di Jerry mostrandogli una lettera per intraprendere un viaggio escursionistico. Dopo aver letto la lettera, Jerry va a prepararsi, mentre i due orfani si allontanano. Uscito dalla tana, Jerry riesce a evitare che gli orfani vengano mangiati da Spike e che colpiscano un uccellino con una freccia. Jerry si mette quindi a guidare attraverso il giardino i due orfani, i quali poco dopo vedono Tom dormire sotto a un albero e si dirigono da lui. Dopo essere stato svegliato, Tom cattura Jerry, ma i due orfani lo salvano. Inizia così una battaglia tra Tom e i tre topi, al termine della quale gli orfani fanno saltare in aria il capannone con dentro Tom. Nel finale i topi si mettono a fumare un calumet, cosa che fa anche Tom, il quale però finisce per inghiottire il fumo.

## Edizione italiana
A dare la voce narrante è Gino Pagnani, colui che traduce la lettera, mentre Jerry la legge, la traduzione è "Carissimo caposcout Jerry, questi sono i due orfanelli, a cui avete promesso una divertente passeggiata, firmato l'organizzazione topini abbandonati".